# Илузија пењања или понирања
Илузија пењања или понирања једна је од вестибуларних илузија која ствара утисак код пилота да се он у току хоризонталног лета, за време убрзања или успорења или после понирања не налази у хоризонталном лету, него се пење, или да се после пењања, не налази у хоризонталном лету, него да понире. Ову појаву илузија изазива надражај задњих полукружних канала ува.
Генерално гледано на праволинијски правац кретања, тела пилота, вертикално делује сила земљине гравитације. Ако се линеарно (праволинијско) убрзање или успоравање јавља у току хоризонталног праволинијског лета, онда ће чуло равнотеже вертикалну референтну гравитацију регистровати као померање напред или назад, и тиме стварати лажни осећај или илузију да се ваздухоплов пење или спушта. 
Према томе ако је у истим условима лета, тело нагло померено уназад у правцу седиште, настаје илузију пењање, или се ствара супротан осећај, понирања, ако се тело нагло помера супротно од наслона седишта. 
Ако пилот несвесно реагује на било који од ових сензација, без ослонца на визуелни контакт са хоризонта и / или инструменате у авиону, вероватно да отпочети са непотребним маневром спуштање или пењања авиона у зависности од тога да ли је авион убрзава или успорава. Таква реакција пилота може довести до фаталних последица, због угрожавања безедности летења и евентуалне катсатрофе авиона.

## Основне поставке
Вестибуларни орган ува, познатог и као орган равнотеже, служи за пријем надражаја о кретању тела у простору, и састоји се од две одвојене структуре:
Полукружних канала — који откривају промене угаоног убрзања 
Отолитичког органа — који детектује промене линеарног (праволинијског) убрзања и гравитације.
Полукружни канали и отолитички орган ува пружају информације нашем мозгу о положај тела у простору и његовим покретима. А веза између вестибуларног система и очију помаже у одржавању равнотеже и држању очију усмерених на објекат („оријентир“) док се глава окреће или док се тело ротира. 
Служећи се бројним „фиксним оријентирима“ човек уз помоћ чула вида може лако кориговати сва одступања од жељеног правца. Док свака „несарадња“ између органа вида и вестибуларног апарата игра важну улогу у настанку илузија пењања или понирања.

## Узроци појаве илузија пењања или понирања
На наше опажање делују најчешће три велике групе фактора (наведена у табели):
| Узроци                         | Карактериистике |
| ------------------------------ | --- |
| Својства осећајног анализатора | Ова својства Могу бити тренутна (умор, дрога) и трајна (кратковидост, ослабљен слух, животна доб). |
| Својства околине или подражаја | У ова својства спадају особине околине, иако су најчешће истоветне (константне), величина, положај итд, имају и неке специфичности јер наши анализатори опажаја нису у стању обухватити све карактеристике околине, а и код пилота долазе до изражаја различта својства анализатора као и тренутно психолошко стање.          |
| Психолошко стање организма     | У ова стања спадају мотивација, очекивање, искуство, знање, емоције, ставови или емоционална обојенос опажаја. Осим што пилот опажа једноставне особине околине нпр. величину, боју, интензитет звука и др перцепција обухвата и његовој субјективне доживљаје тих опажаја (нпр. нешто је лепо, опасно, занимљиво, одвратно). |

## Најчешћи фактори који доприносе појави илузија пењања или понирања
У најчешће факторе који доприносе појави илузија пењања или понирања спадају:
Нарушена поступност у обуци пилота
Нарушена поступност у обуци ствара код пилота осећај неповерења у инструменте авиона што може да утиче на неправилно управљање ваздухопловом у случају појаве илузија.
Дужи прекиди у летењу
Сваки дужи прекид у летењу утиче на утренираност организма пилота и слабљење раније стечена искуства. 
Неправилан положај пилота у седишту
Неправилан положај у седишту може код пилота да изоазове илузију пењања или понирања
Неудобна летачка одећа и опрема
Неудобна летачка опрема слично неправилан положају у седишту може код пилота да изоазове илузију пењања или понирања
Психосоматски поремећаји
У психосоматске поремећаје који могу бити узрок илузија нагињања и понирања спадају: 
- замор,
- акутни развој болести,
- малаксалост,
- лоша физичка кондиција,
- недостатак кисеоника у току лета.

## Како спречити илузија пењања или понирања
Искуство обликује и мења перцепцију од рођења па кроз цео живот, а утиче и на брзину перцепције, што је изузетно значајно у процесу летења. У току летења пилот је знатно више изложен бројним различитим подражајима. Зато тренажом, он развија и усавршава два необично важна процеса која се све време догађају у његовом организму и саставни су део перцепције; 
- селективност; да пилот не запажа све подражаје из околине него да врши одабир (селекцију), само оних подражаја који су потребни за безбедно летење, извршење летачког задатка
- активност, да свалада способност да тражи и уочава само оне подражаје који су важни у процесу летења.

Пилот због сложених услова који владају у току летења најчешће прима редуковане опажаје на основу којих ствара целовиту слику, пре свега на основу сопственог искуства. А цела слике не мора бити увек онаква какву је он замишља. Искуство које пилот стиче редовним летењем и другим облицима тренеже, има посебан значај при перцепцији редукованих опажаја (пример; разликовање објеката на земљи различитих величина, при летењу у сложеним меторолошким условима, лошој видљивости или на великим брзинама). 
Најчешћи узрок илузија су баш ти редуковани (непотпуни) опаажаји. Зато су искуство и стална тренажа за пилота од изузетног значаја у борби против илузија изазваних редукованим опажајима у току летења.